# Astragalus rhizanthus
Astragalus rhizanthus är en ärtväxtart som beskrevs av George Bentham. Astragalus rhizanthus ingår i släktet vedlar, och familjen ärtväxter.

## Underarter
Arten delas in i följande underarter:
- A. r. candolleanus
- A. r. rhizanthus